# Straight, No Chaser (composition)
Pour les articles homonymes, voir Straight, No Chaser.
Straight, No Chaser (pur, sans soda, en anglais) est un standard de jazz bebop composé par le pianiste de jazz américain Thelonious Monk, enregistré en 1951, et figurant sur son album compilation Genius of Modern Music : Vol. 2 de 1952.
Straight, No Chaser est également joué, entre autres, par Miles Davis sur Milestones en 1958, ou en version jazz vocal par Chet Baker et Rachel Gould sur leur album All Blues (en) de 1979.

## Histoire
Thelonious Monk commence sa carrière à New York dans les années 1940, entre autres en tant que pianiste attitré du club de jazz Minton's Playhouse de Manhattan, haut lieu historique de naissance du jazz bebop grâce à ses nombreuses jam sessions avec entre autres Kenny Clarke, Milt Jackson, Charlie Christian, Charlie Parker, Dizzy Gillespie, Miles Davis et John Coltrane,, période à laquelle il compose entre autres ses premiers succès 'Round Midnight et Well, You Needn't de 1944.
Il est âgé de 34 ans et encore peu connu du grand public lorsqu'il enregistre cette composition jazz blues bebop, un de ses principaux succès (reconnu des années plus tard) enregistrés lors de ses sessions d'enregistrement intermittentes, entre 1947 à 1952, pour Blue Note Records à New York.

## Composition
C'est le deuxième jazz blues enregistré par Monk, après Misterioso. Il a souvent été enregistré en Fa, à la suite de la version de Miles Davis, mais il s'agit bien, comme tous les blues de Monk, d'un blues en Si bémol.
Il est construit sur un motif principal, qui débute toujours sur un Fa, et qui qui évolue de façon toujours inattendue : d'abord cinq notes commençant juste avant le premier temps, puis sept notes commençant juste avant le quatrième temps, puis cinq notes et ainsi de suite,. Ainsi, les douze mesures de ce blues sont toutes différentes,. Cette construction rythmique donne l'impression d'une superposition de mesures en 
 (le mètre du morceau) et en 
.

## Versions

### Par Thelonious Monk
Thelonious Monk a enregistré de nombreuses fois Straight, No Chaser :
- 1952 : Genius of Modern Music : Vol. 2
- 1957 : Mulligan Meets Monk (en)
- 1958 : Miles and Monk at Newport
- 1959 : 5 by Monk by 5 (en)
- 1961 : Thelonious Monk in Italy (en)
- 1963 : Monk in Tokyo (en)
- 1964 : Live at the It Club (en)
- 1964 : Miles and Monk at Newport
- 1967 : Straight, No Chaser[8]
- 1968 : Monk's Blues (en)

### Autres musiciens
De nombreux autres musiciens ont également enregistré ce morceau, notamment :
- 1958 : Miles Davis et John Coltrane, sur l'album Milestones et At Newport 1958[10]
- 1959 : Cannonball Adderley, sur l'album The Cannonball Adderley Quintet in San Francisco (en)
- 1959 : Gil Evans, sur l'album Great Jazz Standards (en)
- 1959 : Joe Henderson, sur l'album Straight, No Chaser (en)
- 1962 : Quincy Jones, sur l'album The Quintessence
- 1962 : Bud Powell, sur l'album Bouncing with Bud (en)
- 1969 : Bill Evans, sur l'album What's New
- 1975 : Oliver Nelson, sur l'album Stolen Moments (en)
- 1979 : Chet Baker et Rachel Gould, sur l'album All Blues (en)[11]
- 1988 : Paul Motian, sur l'album Monk in Motian (en)
- 2001 : Keith Jarrett, sur l'album Keith Jarrett at the Blue Note (en) (1994) et My Foolish Heart
- 2007 : Jean-Michel Pilc, sur l'album The long journey (2001) et New Dreams

## Cinéma
- 1988 : Thelonious Monk: Straight, No Chaser, documentaire de Charlotte Zwerin et Clint Eastwood, sur la vie de Thelonious Monk[12],[13].
- 1995 : Seven, de David Fincher